# 温莎桥
温莎桥（Windsor Town Bridge）是英國泰晤士河上的一座拱桥，介于英格兰伯克郡的温莎与伊顿两镇之间。现在仅允许行人、自行车通过，是一个欣赏泰晤士河和温莎城堡风景的良好地点，本身是二級登錄建築。
此处在12世纪已有桥梁。目前的桥梁兴建于1822年，1824年6月1日开通。该桥有3个拱。该桥最初为公路桥，通过收费。1897年因抗议而取消收费。1970年，该桥禁止機動車輛通过，从温莎到伊顿的车辆必须经过伊丽莎白女王桥。